# Lecanto
Lecanto és una concentració de població designada pel cens dels Estats Units a l'estat de Florida. Segons el cens del 2000 tenia 5.161 habitants.

## Demografia
Segons el cens del 2000, Lecanto tenia 5.161 habitants, 1.861 habitatges, i 1.369 famílies. La densitat de població era de 73,7 habitants/km².
Dels 1.861 habitatges en un 25,8% hi vivien nens de menys de 18 anys, en un 61,8% hi vivien parelles casades, en un 7,9% dones solteres, i en un 26,4% no eren unitats familiars. En el 22% dels habitatges hi vivien persones soles l'11,7% de les quals corresponia a persones de 65 anys o més que vivien soles. El nombre mitjà de persones vivint en cada habitatge era de 2,43 i el nombre mitjà de persones que vivien en cada família era de 2,81.
Per edats la població es repartia de la següent manera: un 20,5% tenia menys de 18 anys, un 6,3% entre 18 i 24, un 23,4% entre 25 i 44, un 27,1% de 45 a 60 i un 22,6% 65 anys o més.
L'edat mediana era de 45 anys. Per cada 100 dones de 18 o més anys hi havia 101,4 homes.
La renda mediana per habitatge era de 40.826 $ i la renda mediana per família de 46.987 $. Els homes tenien una renda mediana de 30.625 $ mentre que les dones 27.296 $. La renda per capita de la població era de 20.625 $. Entorn del 5,3% de les famílies i el 9,1% de la població estaven per davall del llindar de pobresa.

## Poblacions properes
El següent diagrama mostra les poblacions més properes.